# Alain Badiou
Alain Badiou (Rabat, 17 januari 1937) is een Franse filosoof. Hij is hoogleraar filosofie (wijsbegeerte) aan de École normale supérieure in Parijs en aan de European Graduate School in Saas-Fee, Zwitserland.

## Biografie

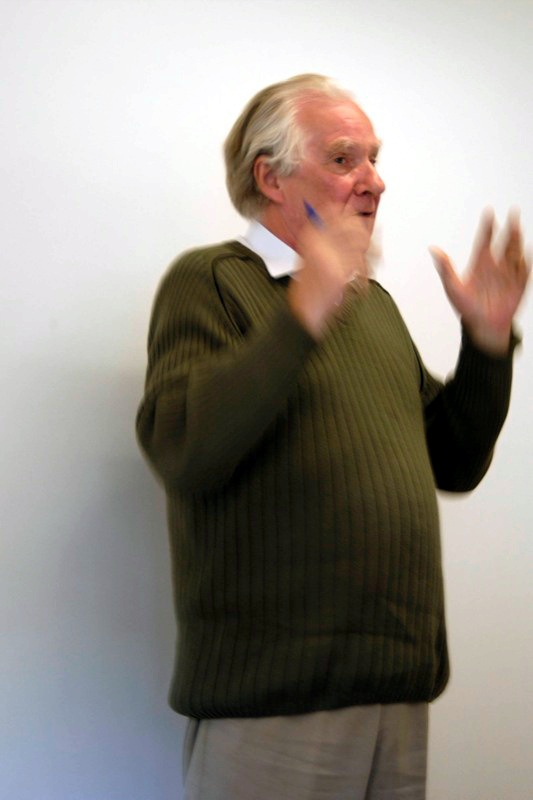
Badiou in 2006

Badiou studeerde wiskunde aan de École normale supérieure in Parijs en volgde ook college op de Sorbonne.
Sinds de jaren 60 is hij politiek actief bij linkse politieke partijen. Hij hield zich onder andere bezig met de dekolonisatie van Algerije en formuleerde een postmarxistische maatschappijkritiek. Zijn essay l'hypothèse communiste uit 2009 was de aanleiding voor drie internationale conferenties over de relevantie van communisme in het heden en in de toekomst, onder de titel The Idea of Communism, georganiseerd door onder andere Slavoj Žižek. Een bekende leerling van hem is Quentin Meillassoux.
Badiou ontwikkelde zich in Frankrijk tot spraakmakend criticus van het postmodernisme, de filosofische stroming die iedere waarheidsaanspraak als relatief afwijst. Hij bestrijdt tevens de nadruk die er in integratiedebatten, ook door filosofen, wordt gelegd op het onoverkomelijke verschil tussen groepen van verschillende etnische herkomst en op de idee van een nationale identiteit. Dit leidde in het weekblad Le Nouvel Observateur vlak voor kerstmis 2009 tot een twistgesprek met de filosoof Alain Finkielkraut, waarin Badiou stelde dat de idee van een nationale identiteit in essentie een reactionair concept betreft. Alain Finkielkraut, gerenommeerd criticus van de multiculturele samenleving, verwierp Badious kritiek als een ontkenning van zijn eigen wortels. Badiou, zelf atheïst, beschouwt de apostel Paulus als de grondvester van het universalistische denken. Hij schreef een boek over Paulus, Saint Paul. La fondation de l'universalisme (1997). Aan het slot van dit boek stelt Badiou dat het universele niet de ontkenning inhoudt van het particuliere: "Het gaat erom een non-conformisme te ondersteunen in verhouding tot wat ons steeds conformeert. Het denken wordt op de proef gesteld en enkel door het universele - in een ononderbroken arbeid, een inventief traject - van die beproeving bevrijd."